# 马滩站
马滩站是一个位于中华人民共和国甘肃省兰州市七里河区秀川街道银滩南路与规划路交叉口地下，属于兰州轨道交通1号线的地铁车站，于2019年6月23日开通。

## 车站结构
马滩站沿银滩南路设置，为地下三层单柱双跨岛式站台车站，车站长299米，标准段宽20.3米，车站地下一层为商业层，地下二层为站厅层，地下三层为站台层。车站南侧设置一条单渡线。
| 地面              | 出入口 | A、C-D出入口                                                                                              |
| 地下一层          | 商业层 | |
| 地下一层          | 站厅   | 客服中心、自动售票机、验票机                                                                              |
| 地下二层          | 站台层 | \| \| \| █ 1号线往陈官营（兰州海关） \| \| 島式 · 開左邊车门 \| \| \| \| \| \| █ 1号线往东岗（土门墩） \| |
|                   |        | █ 1号线往陈官营（兰州海关）                                                                               |
| 島式 · 開左邊车门 |        | |
|                   |        | █ 1号线往东岗（土门墩）                                                                                   |

## 车站出口
马滩站共设3个出口，各出口及周围设施如下所示：
| 编号                | 建议前往的目的地 | 照片 | 无障碍设施 |
| ------------------- | ---------------- | ---- | ---------- |
| A · 出口            | 银滩南路西侧     |      | 不適用     |
| C · 出口 · （设有） | 银滩南路东侧     |      |            |
| D · 出口            | 银滩南路西侧     |      | 不適用     |
| 图例： 设有         |                  |      |            |

## 接驳交通

### 公交车
- 马滩：88路、165路、F32路、机场巴士3号线

## 车站历史
- 2014年3月28日，车站开工。
- 2015年8月27日，车站主体结构封顶[2]。
- 2019年6月23日，车站随1号线一期工程通车开通[1]。